# Johan Ågren
Ska ej blandas ihop med John Ågren.
Johan Östen Ågren (i riksdagen kallad Ågren i Malung), född 26 augusti 1910 i Malung, död där 12 mars 1989, var en svensk köpman och politiker (folkpartist). 
Johan Ågren, som kom från en arbetarfamilj, var köpman i manufakturbranschen i Malung, där han också var kommunalt verksam i Malungs landskommun. Han var riksdagsledamot i andra kammaren 1957–1960 för Kopparbergs läns valkrets. I riksdagen var han bland annat suppleant i första lagutskottet 1957–1960. Han var främst engagerad i näringslivsfrågor.